# Mitropacup 1971
De Mitropacup 1971 was de 31 editie van deze internationale beker en voorloper van de huidige Europacups.
De 16 deelnemende clubs kwamen ook dit jaar uit Hongarije, Italië, Joegoslavië, Oostenrijk en Tsjechoslovakije. Dit jaar werden alle confrontaties ook weer in een thuis- en uitwedstrijd gespeeld. Al in oktober 1970 werd er met het toernooi van start gegaan.
 Eerste ronde 
| Winnaar               | Land                       | Uitslagen    | Land                       | Verliezer              |
| --------------------- | -------------------------- | ------------ | -------------------------- | ---------------------- |
| Celik Zenica          | Vlag van Joegoslavië       | 3-0 , 0-1    | Vlag van Italië            | Calcio Catania         |
| SV Austria Salzburg   | Vlag van Oostenrijk        | 1-3 , 3-0    | Vlag van Hongarije         | Vasas Boedapest        |
| MTK Boedapest         | Vlag van Hongarije         | 1-1 , 2-1 nv | Vlag van Italië            | Torino Calcio          |
| Csepel SC             | Vlag van Hongarije         | 2-0 , 0-0    | Vlag van Tsjecho-Slowakije | Slavia Praag           |
| Diósgyőri VTK Miskolc | Vlag van Hongarije         | 2-0 , 0-0    | Vlag van Tsjecho-Slowakije | Lokomotiva Kosice      |
| Lanerossi Vicenza     | Vlag van Italië            | 0-1 , 3-0    | Vlag van Joegoslavië       | FK Radnicki Kragujevac |
| Grazer AK             | Vlag van Oostenrijk        | 2-0 , 1-3    | Vlag van Joegoslavië       | NK Maribor             |
| TJ Škoda Pilsen       | Vlag van Tsjecho-Slowakije | 1-1 , 4-0    | Vlag van Oostenrijk        | Linzer ASK             |

 Kwart finale 
| Winnaar             | Land                 | Uitslagen | Land                       | Verliezer         |
| ------------------- | -------------------- | --------- | -------------------------- | ----------------- |
| Celik Zenica        | Vlag van Joegoslavië | 0-1 , 4-1 | Vlag van Hongarije         | Diósgyőri VTK     |
| SV Austria Salzburg | Vlag van Oostenrijk  | 2-3 , 3-1 | Vlag van Italië            | Lanerossi Vicenza |
| MTK Boedapest       | Vlag van Hongarije   | 0-0 , 2-1 | Vlag van Oostenrijk        | Grazer AK         |
| Csepel SC           | Vlag van Hongarije   | 0-0 , 1-1 | Vlag van Tsjecho-Slowakije | TJ Škoda Pilsen   |

 Halve finale 
| Winnaar             | Land                 | Uitslagen | Land               | Verliezer     |
| ------------------- | -------------------- | --------- | ------------------ | ------------- |
| Celik Zenica        | Vlag van Joegoslavië | 1-0 , 1-1 | Vlag van Hongarije | MTK Boedapest |
| SV Austria Salzburg | Vlag van Oostenrijk  | 0-2 , 4-1 | Vlag van Hongarije | Csepel SC     |

 Finale 
| Datum, Plaats         | WINNAAR      | Land                 | Uitslagen | Land                | FINALIST            |
| --------------------- | ------------ | -------------------- | --------- | ------------------- | ------------------- |
| 22 september, Gorizia | Celik Zenica | Vlag van Joegoslavië | 3-1       | Vlag van Oostenrijk | SV Austria Salzburg |

1927 · 1928 · 1929 · 1930 · 1931 · 1932 · 1933 · 1934 · 1935 · 1936 · 1937 · 1938 · 1939 · 1940 · 1951 · 1955 · 1956 · 1957 · 1958 · 1959 · 1960 · 1961 · 1962 · 1963 · 1964 · 1965 · 1966 · 1967 · 1968 · 1969 · 1970 · 1971 · 1972 · 1973 · 1974 · 1975 · 1976 · 1977 · 1978 · 1980 · 1981 · 1982 · 1983 · 1984 · 1985 · 1986 · 1987 · 1988 · 1989 · 1990 · 1991 · 1992